# Charaxes amycus
Espèce
Charases amycus est une espèce d'insectes lépidoptères de la famille des Nymphalidae, de la sous-famille des Charaxinae et du genre Charaxes.

## Dénomination
Charaxes amycus a été nommé par Cajetan Freiherr von Felder et Rudolf Felder en 1861.

### Sous-espèces
- Charaxes amycus amycus
- Charaxes amycus bayani Schröder & Treadaway, 1982
- Charaxes amycus carolus Rothschild, 1900
- Charaxes amycus georgius Staudinger, 1892
- Charaxes amycus marion Schröder & Treadaway
- Charaxes amycus negrosensis Schröder & Treadaway, 1982
- Charaxes amycus myron Fruhstorfer, 1914
- Charaxes amycus theobaldo Schröder & Treadaway, 1982[1].

## Description
Charaxes amycus est un grand papillon au dessus roux cuivré avec aux ailes antérieures une large bande marginale marron et à chaque aile postérieures deux queues.

## Écologie et distribution
Il est uniquement présent aux Philippines.

### Protection
Pas de protection : les spécimens sont vendus sur internet.